# Chomiczak pręgowany
Chomiczak pręgowany (Cricetulus barabensis) – gatunek ssaka z podrodziny chomików (Cricetinae) w obrębie rodziny chomikowatych (Cricetidae).

## Zasięg występowania
Chomiczak pręgowany występuje w środkowo-wschodniej Azji zamieszkując w zależności od podgatunku:
- C. barabensis barabensis – północno-wschodni Kazachstan, południowa Rosja i północna Mongolia.
- C. barabensis ferrugineus – południowo-zachodnia Rosja (obwód amurski) i prawdopodobnie północno-wschodnia Chińska Republika Ludowa oraz skrajny północno-zachodni i północno-wschodni Półwysep Koreański.
- C. barabensis griseus – środkowa i wschodnia Chińska Republika Ludowa.
- C. barabensis pseudogriseus – wschodnia Mongolia, południowo-wschodnia Rosja i północno-wschodnia Chińska Republika Ludowa.
- C. barabensis xinganensis – południowo-zachodnia Rosja i północno-wschodnia Chińska Republika Ludowa.

## Taksonomia
Gatunek po raz pierwszy zgodnie z zasadami nazewnictwa binominalnego opisał w 1773 roku niemiecki przyrodnik Peter Simon Pallas, nadając mu nazwę Mus barabensis. Holotyp pochodził ze wsi Kasmalinskij Bor, przy brzegu rzeki Ob, w zachodniej Syberii, w Rosji. 
C. barabensis zaliczany do grupy gatunkowej barabensis. W 1867 roku H. Milne-Edwards opisał gatunek C. griseus, który później uznano za podgatunek chomiczaka pręgowanego, a następnie ponownie za odrębny gatunek. Jego status pozostaje niepewny, ale współcześnie C. griseus jest najczęściej uznawany za młodszy synonim lub podgatunek C. barabensis. Nastąpiło spore zamieszanie dotyczące taksonomii tego gatunku oraz nazw griseus i pseudogriseus; wszystkie trzy taksony mają różne kariotypy (griseus 2n = 22, pseudogriseus 2n = 24 i barabensis 2n = 20), ale wszystkie formy mogą się z powodzeniem krzyżować. Rozpoznano aż sześć podgatunków, ale badania przeprowadzone w 2019 roku w oparciu dane genetyczne rozróżniły pięć odrębnych form. Autorzy Illustrated Checklist of the Mammals of the World rozpoznają pięć podgatunków.

### Etymologia
- Cricetulus: rodzaj Cricetus Leske, 1779 (chomik); łac. przyrostek zdrabniający -ulus[20].
- barabensis: Nizina Barabińska, zachodnia Syberia, Rosja[21].
- ferrugineus: łac. ferrugineus „rdzawy”, od ferrugo, ferruginis „rdza”, od ferrum „żelazo”[21].
- griseus: nowołac. griseum, griseus lub grisius „szary”[21].
- pseudogriseus: gr. ψευδος pseudos „fałszywy”[21]; epitet gatunkowy Cricetulus griseus Milne-Edwards, 1867.
- xinganensis: prefektura Xing’an, Heilongjiang, Chińska Republika Ludowa.

## Morfologia
Długość ciała (bez ogona) 72–124 mm, długość ogona 15–33 mm, długość ucha 14–18 mm, długość tylnej stopy 13–19 mm; masa ciała 20–60 g. Jest to mały chomik. Futro grzbietu jest jasno szarobrązowe, ze słabo zaznaczoną czarną podłużną pręgą wzdłuż kręgosłupa. Spód ciała jest szary, włosy mają białe końcówki. Uszy są czarniawe z białym brzegiem.

## Tryb życia
Chomiczak pręgowany buduje nieskomplikowane nory z dwoma–trzema wejściami. Wejścia mają 2–3 cm średnicy. Mają one do metra długości, głębokość 10–50 cm i 4–5 odgałęzień, zakończonych komorami magazynowymi lub z gniazdem z trawy. W norze mieszka typowo 4–5 osobników, maksymalnie do 8. Gryzonie są najbardziej aktywne w pierwszej połowie nocy, kiedy poszukują ziaren i strąków; pokarm jest magazynowany w norach. Zimą zapadają w sen zimowy, z którego budzą się w lutym lub marcu. Szczyt sezonu rozrodczego przypada na marzec i kwiecień, i ponownie jesienią. Chomiczak pręgowany może przystępować do rozrodu 2–5 razy w roku. W miocie rodzi się od 1 do 10 młodych (typowo 6–7). Żyje na suchych terenach, od lasostepów przez stepy po półpustynie. Potrafi zaadaptować się do terenów przekształconych przez człowieka, często występuje na polach uprawnych, a czasem w budynkach.

## Zagrożenia i ochrona
Chomiczak pręgowany ma duży zasięg i liczebność populacji. Może być zagrożony utratą środowiska, związaną z wypasem trzody przez ludzi i pożarami, zarówno naturalnymi, jak i wznieconymi przez człowieka. Te czynniki nie są jednak uznawane za duże zagrożenia dla gatunku. Około 9% obszaru występowania w Mongolii obejmują tereny chronione. Międzynarodowa Unia Ochrony Przyrody uznaje go za gatunek najmniejszej troski.